# Horst-Alfred Heinrich
Horst-Alfred Heinrich (* 1955 in Emden) ist ein deutscher Politologe.

## Leben
Nach dem Abitur 1974 am Johannes-Althusius-Gymnasium Emden studierte er ab 1976 Geographie, Politikwissenschaften und Soziologie an der Justus-Liebig-Universität Gießen. Nach der Promotion 1990 zum Dr. phil. bei Ernst Giese und Hanno Beck in Gießen war er von 1992 bis  1996 wissenschaftlicher Mitarbeiter am Institut für Politikwissenschaft der Justus-Liebig-Universität Gießen. Nach der Habilitation 2001 im Fach Politikwissenschaft am Fachbereich
Sozial- und Kulturwissenschaften der Justus-Liebig-Universität Gießen bei Peter Schmidt, Helmut Dubiel und Peter Steinbach war er von 2010 bis 2021 Lehrprofessor für Methoden der empirischen Sozialforschung an der Philosophischen Fakultät der Universität Passau.
Seine Forschungsschwerpunkte sind Bildforschung (Analyse von Magazincovern; Draw&Write-Technik), Erinnerungspolitik (Mikro-Meso-Makroebenen kollektiven Erinnerns bei der Wikipedia) und Umfrageforschung zu nationaler Identität und nationsbezogenen Einstellungen.

## Schriften (Auswahl)
- Politische Affinität zwischen geographischer Forschung und dem Faschismus im Spiegel der Fachzeitschriften. Ein Beitrag zur Geschichte der Geographie in Deutschland von 1920 bis 1945. Gießen 1991, ISBN 3-928209-03-5.
- Kollektive Erinnerungen der Deutschen. Theoretische Konzepte und empirische Befunde zum sozialen Gedächtnis. München 2002, ISBN 3-7799-1096-9.